# 丸山古窯跡
丸山古窯跡（まるやまこようせき）は岐阜県美濃市大矢田の丸山東西斜面にある白鳳時代の窯跡。ここで生産された瓦は弥勒寺で用いられたことが知られている。弥勒寺官衙遺跡群の一部として国の史跡に指定されている。なお、同名の古窯跡が静岡県島田市にも存在する。

## 概要
大矢田の南西にある丸山の西側に1号窯、東側に南から2号窯、3号窯、4号窯の合計4つの窯が築かれている。昭和32年（1957年）7月に名古屋大学考古学教室手により1号窯と2号窯が発掘された。いずれも山の斜面に沿って作られた穴窯であった。
出土物には須恵器の鳥鈕蓋、杯、壺、甕ほか瓦がある。須恵器は周辺の後期古墳の副葬物と同じで、瓦は弥勒寺に用いられているものと同じであることから、弥勒寺が建設されたころに使用されていたことが判明している。
丸山は周囲の田から粘土を取った際の穴埋めのために削り取られており、1号窯はその影響で入口と灰原が破壊されていたものの、残された部分は奥行き7.4m、幅が最大2m、高さ60cm以上あり、床面は斜度32°であったことが分かっている。
2号窯は破壊を免れており、奥行き9.3m、幅が最大1.7m、高さは焚口で1.25m、煙道で55cmとなっており、床面の傾斜が33°と1号窯とほぼ同じ構成であるとみられる。ただし、上端主軸に対して直角の穴を備えている。灰原は一部損なわれていたが、厚さ70cmで焚口から21mまで広げられていた。
丸山古窯跡の矢田川対岸には平安時代末期のものととみられる桜洞古窯跡や大洞古窯跡が見つかっている。
岐阜県内で発見された窯跡の中で最も古いとされ、また、古墳時代末期のという年代が判明している窯跡であることから遺跡として重要視され、1959年（昭和34年）3月2日付けで国の史跡に指定された。